# Idaea morosaria
Idaea morosaria là một loài bướm đêm trong họ Geometridae.